# Listă de filme de animație din 2016
Aceasta este o listă de filme de animație din anul 2016:
| Titlu                                        | Țara                                                    | Regizor                    | Studio              | Tehnici de animație | Note  |
| -------------------------------------------- | ------------------------------------------------------- | -------------------------- | ------------------- | ------------------- | ----- |
| Pisica șmecheră Bad Cat Kötü Kedi Șerafettin | Turcia                                                  | Mehmet Kurtuluș, Ayșe Ünal | Anima İstanbul      | CG animation        | [ 2 ] |
| Untitled Oriental DreamWorks film            | Republica Populară Chineză · Statele Unite ale Americii |                            | Oriental DreamWorks | Traditional         | [ 3 ] |